# Rugby-Bundesliga 2002/03
Die Rugby-Bundesliga 2002/03 ist die 32. ihrer Geschichte. 8 Mannschaften spielten um die deutsche Meisterschaft im Rugby. Meister wurde in einem Endspiel zwischen den beiden Tabellen-Ersten der Sportclub Neuenheim 1902 (SC Neuenheim) aus Heidelberg.

## Abschlusstabelle
| Pl. | Verein              | Sp | Punkte  | Dif  | Pkt |
| 1.  | DRC Hannover        | 14 | 592:235 | +357 | 35  |
| 2.  | SC Neuenheim        | 14 | 462:220 | +242 | 35  |
| 3.  | DSV 1878 Hannover   | 14 | 497:227 | +270 | 34  |
| 4.  | RG Heidelberg       | 14 | 413:217 | +196 | 32  |
| 5.  | TSV Handschuhsheim  | 14 | 387:226 | +161 | 30  |
| 6.  | TSV Victoria Linden | 14 | 238:485 | −247 | 21  |
| 7.  | Berliner Rugby Club | 14 | 235:515 | −280 | 18  |
| 8.  | München RFC         | 14 | 085:784 | −699 | 11  |

TSV Victoria Linden, DRC Hannover und München RFC wurden jeweils 2 Punkte abgezogen, weil sie nicht die Voraussetzungen der DRV-Lizenzordnung erfüllten.
Absteiger: München RFC

Aufsteiger: SV 1908 Ricklingen (ging ab der Folgesaison eine Spielgemeinschaft mit dem DSV 1878 Hannover ein)

## Endspiel
5. Juli 2003 in Hannover: SC Neuenheim – DRC Hannover 18:9